# European Champions Tournament 1999-2000
Il quattordicesimo European Champions Tournament fu giocato dal 26 aprile al 1º maggio 2000 a Segovia, in Spagna. Vi parteciparono sei formazioni rappresentanti Russia, Repubblica Ceca, Spagna, Italia, Portogallo e Croazia.
La manifestazione continentale vide la vittoria dei padroni di casa del Segovia che in una finale gremita di pubblico al Pabellon Pedro Delgado sconfisse 4-1 gli italiani della BNL Calcetto giunti alla terza finale della massima competizione europea. Per il Caja Segovia fu un tassello del suo miglior ciclo di vittorie, che gli consentì poi di vincere, come prima squadra spagnola della storia, la Coppa Intercontinentale.

## Risultati

### Girone A
| Squadra         | Pti | PG | PV | PN | PP | GF | GS |
| --------------- | --- | -- | -- | -- | -- | -- | -- |
| 1. Dina Mosca   | 6   | 2  | 2  | 0  | 0  | 8  | 1  |
| 2. Glama Brijeg | 3   | 2  | 1  | 0  | 1  | 7  | 6  |
| 3. Sporting CP  | 0   | 2  | 0  | 0  | 2  | 3  | 11 |

| Data     |             | Gara |              | Risultato |
| -------- | ----------- | ---- | ------------ | --------- |
| 26.04.00 | Sporting CP | -    | Glama Brijeg | 2 - 7     |
| 27.04.00 | Dina Mosca  | -    | Glama Brijeg | 4 - 0     |
| 28.04.00 | Sporting CP | -    | Dina Mosca   | 1 - 4     |

### Girone B
| Squadra            | Pti | PG | PV | PN | PP | GF | GS |
| ------------------ | --- | -- | -- | -- | -- | -- | -- |
| 1. Segovia         | 6   | 2  | 2  | 0  | 0  | 18 | 3  |
| 2. BNL Calcetto    | 3   | 2  | 1  | 0  | 1  | 7  | 10 |
| 3. Viktoria Žižkov | 0   | 2  | 0  | 0  | 2  | 7  | 19 |

| Data     |                 | Gara |                 | Risultato |
| -------- | --------------- | ---- | --------------- | --------- |
| 26.04.00 | Caja Segovia    | -    | Viktoria Žižkov | 13 - 2    |
| 27.04.00 | Viktoria Žižkov | -    | BNL Calcetto    | 5 - 6     |
| 28.04.00 | Caja Segovia    | -    | BNL Calcetto    | 5 - 1     |

### Semifinali
| Data     |              | Gara |              | Risultato   |
| -------- | ------------ | ---- | ------------ | ----------- |
| 30.04.00 | Glama Brijeg | -    | Caja Segovia | 2 - 5       |
| 30.04.00 | Dina Mosca   | -    | BNL Calcetto | 1 - 2 (DTS) |

### Finale 3º-4º posto
| Data     |            | Gara |              | Risultato |
| -------- | ---------- | ---- | ------------ | --------- |
| 01.05.00 | Dina Mosca | -    | Glama Brijeg | 6 - 3     |

### Finale
| Arbitri: | Alexei Selikov F. Cardoso |

|                                    |           |           |
| Claudinho 19’ Daniel 19’, 23’, 31’ | Marcatori | 17’ Grana |

## Classifica marcatori
| Gol |  |  | Giocatore             | Squadra         |
| --- |  |  | --------------------- | --------------- |
| 7   |  |  | Daniel Ibañes Caetano | Segovia         |
| 6   |  |  | Alberto Riquer        | Segovia         |
| 5   |  |  | Martin Dlouhý         | Viktoria Žižkov |
| 4   |  |  | Krešimir Civrag       | Glama Brijeg    |
| 4   |  |  | Temur Alekberov       | Dina Mosca      |
| 3   |  |  | Javier Orol           | Segovia         |
| 3   |  |  | Robert Grdović        | Glama Brijeg    |